# Martignacco (Curba Grande)
Martignacco, Martognach o Mertovgnak (in croato: Mrtovnjak) è un isolotto disabitato della Dalmazia settentrionale in Croazia; si trova nel mare Adriatico a nord-est di Curba Grande e fa parte delle isole Incoronate. Amministrativamente appartiene al comune Morter-Incoronate, nella regione di Sebenico e Tenin.

## Geografia
L'isolotto si trova a ovest del canale di Zuri (Žirjanski kanal) e a nord-est di Curba Grande: dista circa 2,4 km da punta Meda (rt Mede) la sua estremità orientale; si trova inoltre circa 4,4 km a sud-est di Smogvizza. È dotato di un segnale luminoso a nord-est. Martignacco ha una superficie di 0,1 km², uno sviluppo costiero di 1,24 km e un'altezza di 41,6 m.

### Isole adiacenti
- Babinagusizza (Babina Guzica), a nord di Curba Grande.
- Isolotti Sgrisagne (Skrižanj Veli e Mali), tra Martignacco e Curba Grande.
- Vertlich[8][12] o Ravna[7] (Vrtlić), scoglio 1,6 km[2] a sud-est, con una superficie di 0,013 km²[1], uno sviluppo costiero di 0,42 km[1] e un'altezza di 8 m[2] 43°41′34″N 15°32′46″E.

### Cartografia
- (HR) Mappa topografica della Croazia 1:25000, su preglednik.arkod.hr. URL consultato il 26 giugno 2017.
- G. Giani, Carta prospettiva delle Comuni censuarie della Dalmazia, foglio 6, 1839. Fondo Miscellanea cartografica catastale, Archivio di Stato di Trieste.
- Carta di cabottaggio del mare Adriatico, foglio VII, Milano, Istituto geografico militare, 1822-1824. URL consultato il 6 luglio 2017 (archiviato dall'url originale il 13 aprile 2013)..